# Пастораль 1943
«Пастораль 1943» (нід. Pastorale 1943) — нідерландський кінофільм 1978 року режисера Віма Верстаппена. Знятий за однойменним романом Сімона Вестдейка.

## Сюжет
Історія окупованого німцями голландського містечка. Розповідає про труднощі і некомпетентності погано організованого Спротиву, який бореться з колабораціоністами і зрадниками.

## В ролях
- Хайн Боель
- Фемке Боерсма
- Мірсеа Крісан
- Фредерік де Гроот
- Рутгер Хауер
- Сильвія Крістель